# North Tipperary
North Tipperary (irl. Contae Tiobraid Árann Thuaidh) – dawne hrabstwo w Irlandii, północna część tradycyjnego hrabstwa Tipperary, funkcjonująca jako samodzielna jednostka administracyjna w latach 1898-2014. Obejmowało 48% terytorium hrabstwa Tipperary.

## Miasta i wioski
- Borrisokane – Buiríos Uí Chéin
- Nenagh – An tAonach
- Newport
- Roscrea – Ros Cré
- Templemore – An Teampall Mór
- Thurles – Dúrlas Éile